# Ocystola
Ocystola is een geslacht van vlinders van de familie sikkelmotten (Oecophoridae), uit de onderfamilie Oecophorinae.

## Soorten
- O. abares Turner, 1941
- O. abductella (Meyrick, 1884)
- O. acatharta Turner, 1941
- O. amphidoxa Meyrick, 1889
- O. amylodes (Meyrick, 1884)
- O. apathodes Meyrick, 1914
- O. argophanes Turner, 1940
- O. asthenes Turner, 1944
- O. basicapna Turner, 1940
- O. callisticha Turner, 1940
- O. capnoessa Turner, 1940
- O. caseicolor Turner, 1944
- O. clethrosema Turner, 1917
- O. crystallina Meyrick, 1885
- O. cyphomochla Turner, 1941
- O. chalcophragma (Meyrick, 1889)
- O. chionea Meyrick, 1885
- O. chionoxantha Meyrick, 1931
- O. chrysocolla (Turner, 1896)
- O. delographa Turner, 1941
- O. diplosticta Turner, 1944
- O. episcota Meyrick, 1889
- O. euanthes Meyrick, 1885
- O. exquisita Turner, 1944
- O. fumosa Diakonoff, 1954
- O. glycydora Turner, 1917
- O. hemimelas Turner, 1940
- O. heteropla Meyrick, 1886
- O. hololeuca (Meyrick, 1884)
- O. holonota Meyrick, 1889
- O. homoxantha Turner, 1944
- O. idiosticha Turner, 1917
- O. illuta Meyrick, 1885
- O. iochalca Meyrick, 1886
- O. ischnophara Turner, 1944
- O. leptobaphes Turner, 1944
- O. leptostola (Meyrick, 1884)
- O. leptotypa Turner, 1944
- O. leucoplaca Turner, 1944
- O. leucostemma Turner, 1941

- O. linoleuca Turner, 1940
- O. linopis Turner, 1944
- O. lithophanes Meyrick, 1885
- O. mesoxantha Meyrick, 1885
- O. metachalca Turner, 1944
- O. micropasta Turner, 1940
- O. microstigmata Turner, 1944
- O. misthota Meyrick, 1902
- O. monostropha Meyrick, 1885
- O. neurota Meyrick, 1885
- O. nivea Turner, 1940
- O. ochroptera (Meyrick, 1884)
- O. onecopasta Turner, 1941
- O. oridroma Turner, 1940
- O. oxytona Turner, 1916
- O. paralia Lower, 1903
- O. paulinella (Newman, 1855)
- O. perinyctis Meyrick, 1889
- O. placoxantha Meyrick, 1885
- O. polyphila Turner, 1927
- O. proxena (Meyrick, 1914)
- O. pyramis Meyrick, 1885
- O. pyrgophora Turner, 1941
- O. spathulata Turner, 1944
- O. stenopis Turner, 1944
- O. subflava Turner, 1944
- O. subtilis Turner, 1940
- O. suppressella (Walker, 1864)
- O. thoracta Meyrick, 1886
- O. torosema Meyrick, 1889
- O. trichoceros Turner, 1944
- O. trichophora Turner, 1917
- O. trilicella Meyrick, 1885
- O. tristicha Turner, 1944
- O. unicolor Turner, 1944
- O. vanescens Meyrick, 1915
- O. vernalis (Meyrick, 1884)
- O. xanthopepla Turner, 1944
- O. xiphomorpha Turner, 1940